# Piana di Monte Verna
Piana di Monte Verna là một đô thị ở tỉnh Caserta trong vùng Campania của Ý, có vị trí cách khoảng 40 km về phía bắc của Napoli và khoảng 11 km về phía bắc của Caserta. Tại thời điểm ngày 31 tháng 12 năm 2004, đô thị này có dân số 2.488 người và diện tích là 23,4 km².
Piana di Monte Verna giáp các đô thị: Caiazzo, Capua, Castel di Sasso, Castel Morrone, Limatola.